# Jimeneziella negreai
Jimeneziella negreai is een hooiwagen uit de familie Minuidae.